# Plebiscito comunal de Peñalolén de 2011
El plebiscito de Peñalolén fue una consulta ciudadana realizada en la comuna de Peñalolén, Santiago de Chile, el día 11 de diciembre de 2011, cuyo tema central fue la aprobación (mediante la opción "Sí") o rechazo (mediante la opción "No") de los vecinos a una serie de cambios en el plano regulador de la comuna. Este plebiscito fue de carácter oficial, vinculante y obligatorio ya que estuvo respaldado por el Servicio Electoral y certificado por el Tribunal Calificador de Elecciones.
La consulta dio por ganadora al "No", con lo que se desestimaron las propuestas anunciadas por el municipio, lo que fue visto como un triunfo por parte de los movimientos sociales que se oponen a la acción de grandes empresas inmobiliarias.

## Antecedentes
Los motivos de la consulta fueron 3 propuestas realizadas por el municipio: la apertura vial del canal Las Perdices, la densificación del borde de Américo Vespucio y la utilización del suelo del terreno anteriormente propiedad de Miguel Nasur, antiguamente ocupado por una toma, y que fue convertido en un gran parque. Otra implicancia de la consulta era la posibilidad de construir viviendas sociales cerca de la Comunidad Ecológica de Peñalolén.
El Consejo de Movimientos Sociales de Peñalolén solicitó que se realizara una consulta ciudadana a fin de dialogar con el municipio sobre el uso del suelo. Para ello debían reunir las firmas de al menos el 5% de los votantes de la comuna, situación que cumplieron con éxito. Ante esta situación, el alcalde Claudio Orrego reemplazó las 3 preguntas propuestas inicialmente por una sola consulta respecto a las modifaciones al Plan Regulador Comunal.
Finalmente, la pregunta realizada en el voto fue "¿Aprueba o rechaza la propuesta de modificación de Plan Regulador de Peñalolén?".

## Resultados
Las mesas de votación estuvieron abiertas entre las 7:00 y 17:00 (hora local) y estuvieron repartidas en 12 locales.
| Propuesta (alternativa) | Votos  | %     |
| ----------------------- | ------ | ----- |
| Voto «Sí»               | 33.404 | 47,9% |
| Voto «No»               | 36.336 | 52,1% |
| Total votos válidos     | 69.740 |       |
| Votos nulos             | 1.405  |       |
| Votos en blanco         | 385    |       |
| Total votos emitidos    | 71.530 |       |